# Bonnœil
Bonnœil est une commune française, située dans le département du Calvados en région Normandie, peuplée de 123 habitants.

## Géographie
| Angoville, Donnay (par un angle) | Angoville               | Martainville                       |
| Pierrefitte-en-Cinglais          | Bonnœil                 | Martainville, Saint-Germain-Langot |
| Pierrefitte-en-Cinglais          | Pierrefitte-en-Cinglais | Tréprel                            |

### Hydrographie
La commune est située dans le bassin Seine-Normandie. Elle est drainée par le ruisseau du Grand Etang, le ruisseau Langot, le fossé 02 de la Boulaye, le fossé 01 de Rouge Coudraye, le fossé 01 de la Bosquie et un autre petit cours d'eau,.

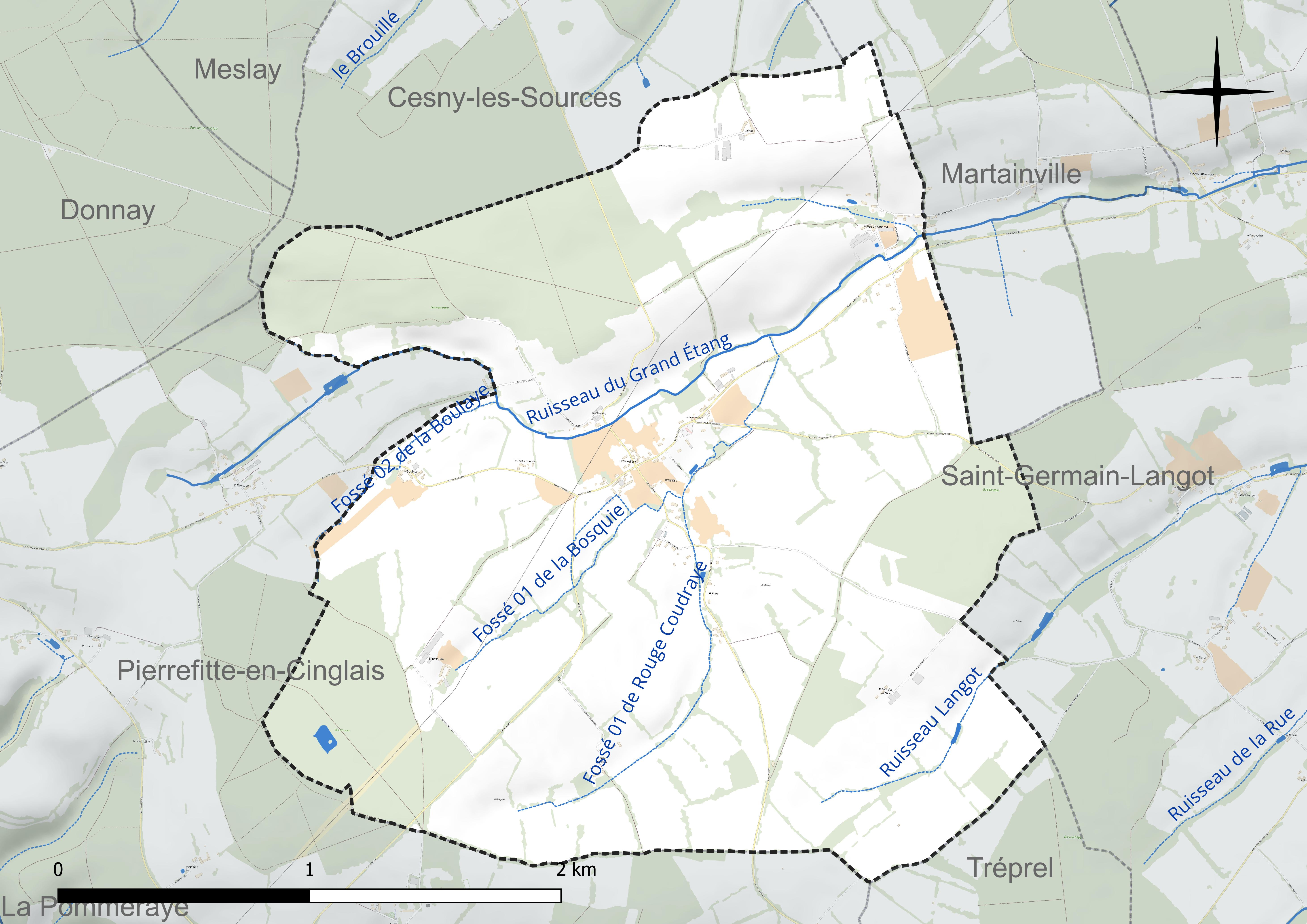
Réseau hydrographique de Bonnoeil.

### Climat
Pour des articles plus généraux, voir Climat de la Normandie et Climat du Calvados.
En 2010, le climat de la commune est de type climat océanique franc, selon une étude du CNRS s'appuyant sur une série de données couvrant la période 1971-2000. En 2020, Météo-France publie une typologie des climats de la France métropolitaine dans laquelle la commune est exposée à un climat océanique et est dans la région climatique  Normandie (Cotentin, Orne), caractérisée par une pluviométrie relativement élevée (850 mm/a) et un été frais (15,5 °C) et venté. Parallèlement le GIEC normand, un groupe régional d'experts sur le climat, différencie quant à lui, dans une étude de 2020, trois grands types de climats pour la région Normandie, nuancés à une échelle plus fine par les facteurs géographiques locaux. La commune est, selon ce zonage, exposée à un « climat contrasté des collines », correspondant au Bocage normand, bien arrosé, voire très arrosé sur les reliefs les plus exposés au flux d'ouest, et frais en raison de l'altitude.
Pour la période 1971-2000, la température annuelle moyenne est de 10,3 °C, avec  une amplitude thermique annuelle de 13,3 °C. Le cumul annuel moyen de précipitations est de 907 mm, avec 13,6 jours de précipitations en janvier et 8 jours en juillet. Pour la période 1991-2020, la température moyenne annuelle observée sur la station météorologique la plus proche, située sur la commune de Pierrefitte-en-Cinglais à 3 km à vol d'oiseau, est de 11,2 °C et le cumul annuel moyen de précipitations est de 806,5 mm,. Pour l'avenir, les paramètres climatiques de la commune estimés pour 2050 selon différents scénarios d'émission de gaz à effet de serre sont consultables sur un site dédié publié par Météo-France en novembre 2022.

## Urbanisme

### Typologie
Au 1er janvier 2024, Bonnœil est catégorisée commune rurale à habitat très dispersé, selon la nouvelle grille communale de densité à 7 niveaux définie par l'Insee en 2022.
Elle est située hors unité urbaine. Par ailleurs la commune fait partie de l'aire d'attraction de Caen, dont elle est une commune de la couronne,. Cette aire, qui regroupe 296 communes, est catégorisée dans les aires de 200 000 à moins de 700 000 habitants,.

### Occupation des sols

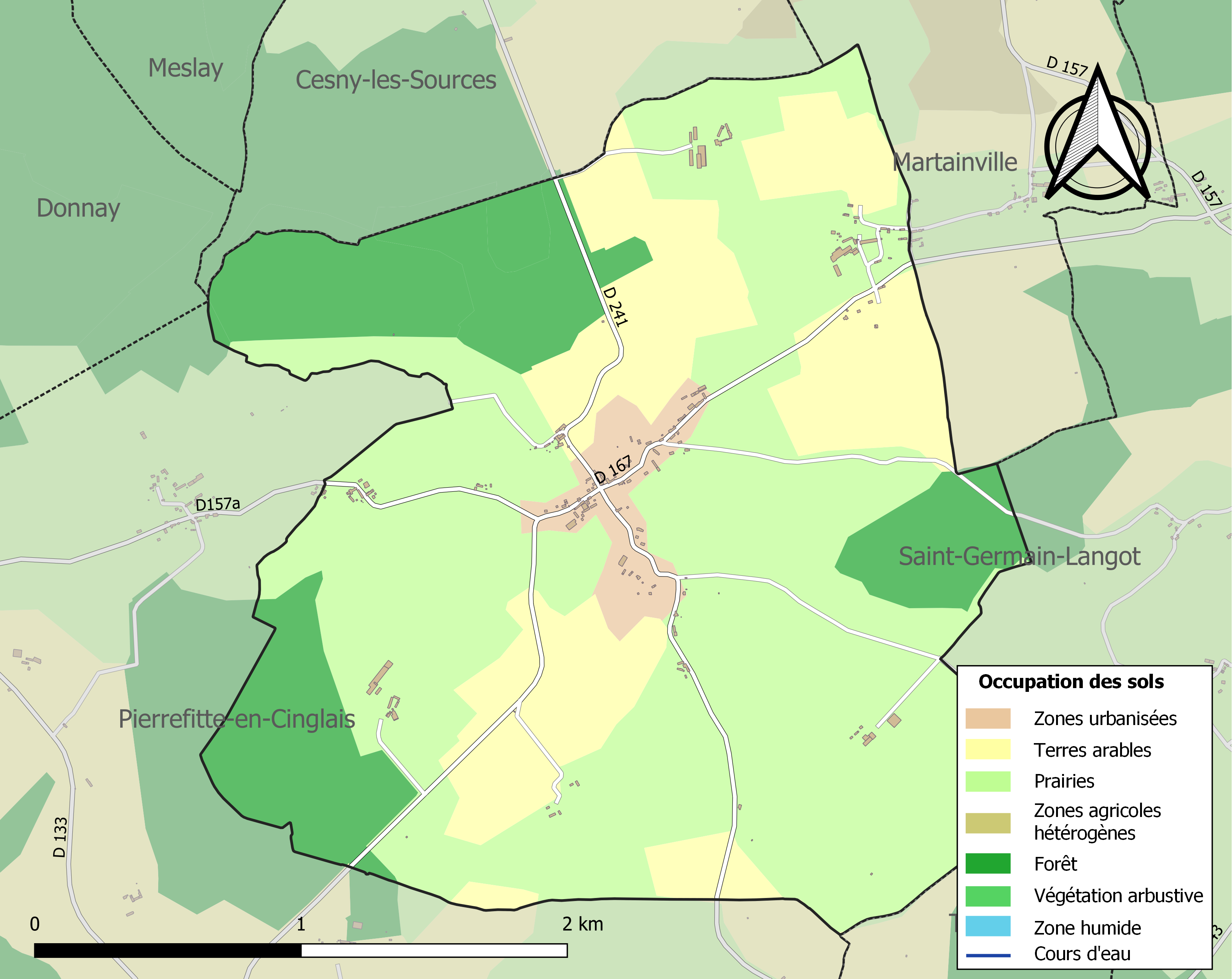
Carte des infrastructures et de l'occupation des sols de la commune en 2018 (CLC).

L'occupation des sols de la commune, telle qu'elle ressort de la base de données européenne d'occupation biophysique des sols Corine Land Cover (CLC), est marquée par l'importance des territoires agricoles (77,3 % en 2018), une proportion identique à celle de 1990 (77,3 %). La répartition détaillée en 2018 est la suivante : 
prairies (55,9 %), terres arables (21,4 %), forêts (19 %), zones urbanisées (3,6 %).
L'IGN met par ailleurs à disposition un outil en ligne permettant de comparer l'évolution dans le temps de l'occupation des sols de la commune (ou de territoires à des échelles différentes). Plusieurs époques sont accessibles sous forme de cartes ou photos aériennes : la carte de Cassini (XVIIIe siècle), la carte d'état-major (1820-1866) et la période actuelle (1950 à aujourd'hui).

## Toponymie
Le nom de la localité est attesté sous les formes Boniellum en 1272, Bonneul en 1371 et Boneuil en 1793.
Bonnœil (« bon œil ») est ce qu'on appelle une fausse motivation (attraction paronymique) en raison de la perte du sens d'origine. Comme les nombreux Bonneuil (sept communes en France), il vient sans doute de l'anthroponyme gaulois Bonos.
Du latin bonus, « bon »,, et du gaulois ialo, « champ, clairière »,. Ce toponyme signifie donc à peu près « bon lieu ».
Le gentilé est Bonnœillais.

## Politique et administration
| Période    | Période   | Identité           | Étiquette | Qualité                            |
| ---------- | --------- | ------------------ | --------- | ---------------------------------- |
| avant 1988 | ?         | Bernard Rivière    |           |                                    |
| 1995       | mars 2008 | Daniel Catel       |           | Agriculteur                        |
| mars 2008  | mai 2020  | Jean-Pierre Allard | SE        | Retraité (industrie)               |
| mai 2020   | En cours  | Edwige Rivière     | SE        | Conseillère en ressources humaines |

Le conseil municipal est composé de onze membres dont le maire et deux adjoints.

## Démographie
L'évolution du nombre d'habitants est connue à travers les recensements de la population effectués dans la commune depuis 1793. Pour les communes de moins de 10 000 habitants, une enquête de recensement portant sur toute la population est réalisée tous les cinq ans, les populations de référence des années intermédiaires étant quant à elles estimées par interpolation ou extrapolation. Pour la commune, le premier recensement exhaustif entrant dans le cadre du nouveau dispositif a été réalisé en 2008.
En 2022, la commune comptait 123 habitants, en évolution de −8,89 % par rapport à 2016 (Calvados : +1,58 %, France hors Mayotte : +2,11 %).
Bonnœil a compté jusqu'à 325 habitants en 1806.
| 1793 | 1800 | 1806 | 1821 | 1831 | 1836 | 1841 | 1846 | 1851 |
| ---- | ---- | ---- | ---- | ---- | ---- | ---- | ---- | ---- |
| 313  | 278  | 325  | 306  | 305  | 314  | 270  | 277  | 269  |

| 1856 | 1861 | 1866 | 1872 | 1876 | 1881 | 1886 | 1891 | 1896 |
| ---- | ---- | ---- | ---- | ---- | ---- | ---- | ---- | ---- |
| 260  | 236  | 221  | 197  | 190  | 215  | 225  | 229  | 202  |

| 1901 | 1906 | 1911 | 1921 | 1926 | 1931 | 1936 | 1946 | 1954 |
| ---- | ---- | ---- | ---- | ---- | ---- | ---- | ---- | ---- |
| 199  | 179  | 182  | 124  | 176  | 135  | 128  | 102  | 124  |

| 1962 | 1968 | 1975 | 1982 | 1990 | 1999 | 2006 | 2008 | 2013 |
| ---- | ---- | ---- | ---- | ---- | ---- | ---- | ---- | ---- |
| 114  | 114  | 109  | 120  | 120  | 106  | 115  | 118  | 128  |

| 2018 | 2022 | - | - | - | - | - | - | - |
| ---- | ---- | - | - | - | - | - | - | - |
| 126  | 123  | - | - | - | - | - | - | - |

## Lieux et monuments
- Église Notre-Dame, du XVIIIe siècle[32].
- Chapelle Notre-Dame-de-Compassion, du XIXe siècle[33].

## Personnalités liées à la commune
- Jean-Jacques Turpin (1775-1850), officier de Napoléon et chevalier de la Légion d'honneur. Il fut maire de la commune de 1813 à 1815 puis de 1825 à 1850[réf. nécessaire].